# Doloclanes muoinam
Doloclanes muoinam är en nattsländeart som beskrevs av Malicky 1995. Doloclanes muoinam ingår i släktet Doloclanes och familjen stengömmenattsländor. Inga underarter finns listade i Catalogue of Life.